# Чердынский поход
Че́рдынский похо́д — военная операция московской рати в северном Прикамье в 1472 году, в результате которого было завершено подчинение Перми Великой со столицей в городе Чердынь. В результате похода было разрушено коми-пермяцкое святилище в Искоре, а на территории княжества создан русский укреплённый пункт — Покча.

## Предыстория
В XV веке расположенная на территории Прикамья Пермь Великая была коми-пермяцким княжеством, которое зависело от Москвы и в меньшей степени от Новгородской республики. Проводниками московской политики были великопермские епископы. Известно, что пермский епископ Питирим в условиях феодальной войны в Московском княжестве поддержал Василия II, издав в 1447 году вместе с другими церковными иерархами Руси анафему на его противника князя Дмитрия Шемяку. Помощь выразилась также в том, что Питирим в 1450 году призвал свою паству на защиту Великого Устюга от Шемяки, который казнил двух пермских сотников. Население Перми Великой составляли коми-пермяки, значительная часть которых исповедовала язычество. В 1455 году епископ Питирим попытался крестить население Перми, но был убит в результате набега вогулов (манси). Новый епископ Иона Пермский окрестил коми-пермяков в 1462 году.
Первый известный великопермский князь Михаил Ермолаевич по летописи «от роду вереиских князей» (вопреки этому некоторые историки считают его представителем пермской племенной элиты) был поставлен на княжество Василием Тёмным в 1451 году. Историк П. А. Корчагин предположил, что назначение князем местного представителя было связано с тем, что это не давало Новгороду, от которого зависела Пермь Великая, формальных оснований для протеста. Но непосредственно перед Чердынским походом великий князь московский Иван III Васильевич в 1471 году разгромил Новгородскую республику в битве при Шелони и лишил её возможности вести самостоятельную внешнюю политику. Таким образом на помощь Новгорода Пермь Великая больше рассчитывать не могла.

## Причина похода
Формальная причина похода в летописи описана как неоказание Чердынью помощи при осаде Казани: «пермяки за казанцев норовили, гостям казанским почести воздавали, людям торговым князя великова грубили».

## Поход
Поход известен по летописным сообщениям. Зимой 1471 — 1472 годов великий князь московский Иван III Васильевич послал сильное войско под командой воеводы стародубского князя Фёдора Пёстрого «воевати их [пермяков и вотяков] за их неисправление». В Устюжской летописи его отчество указывается как Давыдович, таким образом речь идёт о Фёдоре Давыдовиче Пёстром. Однако этот князь, впервые упоминаемый в 1429 году, в 1472 году был уже весьма стар для дальнего похода. Историк Ю. Г. Алексеев, ссылаясь на Ермолинскую летопись, где отчество воеводы в Чердынском походе указано как Фёдорович, считает, что поход возглавлял сын Фёдора Давыдовича Фёдор Фёдорович Пёстрый, называемый в родословцах также Пеструхой.
9 апреля 1472 года «на Фоминой неделе в четверг», московские войска подошли к устью р. Чёрная, впадавшей в Весляну (левый приток Камы), и «оттуду поиде на плотах и с коньми» дальше, в Пермскую землю, а затем сухим путём, на конях. В Прикамье у Анфаловского города московская рать разделилась на два отряда:
- Отряд, возглавляемый лично Федором Пестрым, двинулся к Искору и на реке Колва разбил войско коми-пермяков. После этого московский отряд сжёг Искор. На слиянии Колвы и её притока Покчи князь Фёдор Пёстрый поставил острог и «приведе всю землю за великого князя»

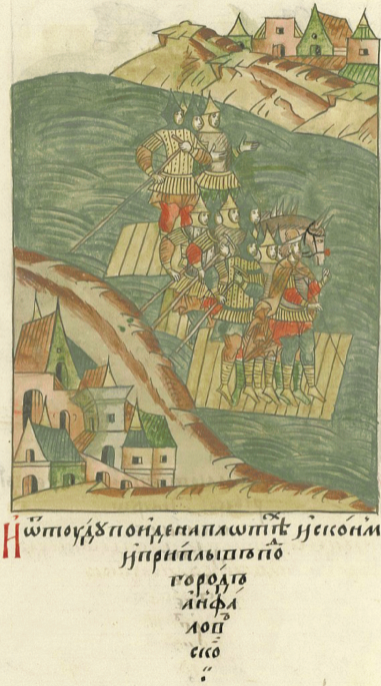
Преправление через Чёрную реку Фёдора Пёстрого к Анфаловскому городку

- Преправление через Чёрную реку Фёдора Пёстрого к Анфаловскому городкуОтряд Гаврилы Нелидова двинулся на великопермского князя Михаила Ермолаевича и разорил «нижнюю землю» (Чердынь, Покчу и Урос).

Захваченных князя Михаила и пленных его воевод с трофеями Федор Пестрый отослал в Москву, известие же о победе достигло столицы 26 июня.
Вычегодско-вымская летопись так отметила этот поход:

«Тово-ж лета князь великий Иван повеле воеводе устюжскому Федору Пестрому с устюжаны, белозерцы, вологжаны, вычегжаны воевати Пермь Великие по тому перемеки за казанцов норовили, гостем казанским почести воздавали, людем торговым князя великова грубили. Князь Федор горотки пермскии Искор и Похчу и Чердыню и Уром взял, грубников поимал, князя Михаила Ермолича и сотеников ево Мичкина и Бурмота и Исура и Коча и Зырна к князю великому на Москву прислал. Князь великий отпустил Михаила на Пермь-ж княжити.».

## Потери
Отряд Федора Пестрого потерял 300 человек. Потери пермской стороны 500 человек.

## Итоги похода
Поход усилил подчинение Перми Великой Москве — в княжестве появился созданный русскими укреплённый пункт Покча, где «остался» Федор Пестрый. У разбитых на Колве пермских сотников были захвачены трофеи, которые Федор Пестрый отослал в Москву: «16 сороков соболей, да шубу соболью, да пол-30 поставов сукна, да 3 пансыри, да шелом, да две сабли булатные».
Хотя Михаил Ермолаевич сохранил престол, но его власть стала менее значимой. В 1505 году его княжество было окончательно ликвидировано, а в Чердынь назначен московский наместник Василий Ковер. Уничтожение коми-пермяцкого святилища в Искоре, по мнению историков, стало завершением крещения Перми Великой, хотя остатки языческих обрядов сохранялись ещё долгое время. В Послании московского митрополита Симона, датированном 1501 годов и обращённым к великопермскому князю Матвею Михайловичу, местному духовенству и всем «пермичам» содержатся сведения о том, что брак у части населения Перми Великой сохранил нехристианские черты. Митрополит в связи с этим писал: «Яко же слышу о вас, что де у вас поимаются в племени по ветхому и по татарскому обычаю: кто у вас умрет, и вторы де его брат жену его поимает, и третьи де и брат его того ж де творит; а жены де и ваши ходят простовласы, непокровенными главами». Кроме того, вероятно сохранялось поклонение старым богам, так как Симон наставлял пермяков: «А кумиром бы есте не служили, ни треб их не принимали, ни Войпелю болвану не молитеся по древнему обычаю, и всех Богу ненавидимых тризнищ не творите идолом».
По словам Ю. Г. Алексеева, важнейшим стратегическим значением Чердынского похода стал глубокий обход с севера Казанского ханства и выход России к Уральскому хребту. Приниципиально новой чертой похода стало участие конницы, перевозимой на плотах.